# Tuxguitar
TuxGuitar és un programa d'edició musical.
Està publicat sota la Llicència Pública General de GNU per tant és distribuït com a programari lliure.

## Formats d'arxiu suportats
| Format d'arxiu      | Carregar | Exportar |
| ------------------- | -------- | -------- |
| TuxGuitar (.tg)     | Sí       | Sí       |
| Guitar Pro (.gtp)   | Sí       | No       |
| Guitar Pro 3 (.gp3) | Sí       | Sí       |
| Guitar Pro 4 (.gp4) | Sí       | Sí       |
| Guitar Pro 5 (.gp5) | Sí       | Sí       |
| Guitar Pro 6 (.gpx) | Sí       | No       |
| Power Tab (.ptb)    | Sí       | No       |
| TablEdit (.tef)     | Sí       | No       |
| GNU LilyPond (.ly)  | No       | Sí       |
| MIDI (.mid)         | Sí       | Sí       |
| ASCII tab (.txt)    | No       | Sí       |